# Enicurus leschenaulti
Enicurus leschenaulti е вид птица от семейство Muscicapidae.

## Разпространение
Видът е разпространен в Бангладеш, Бутан, Бруней, Виетнам, Индия, Индонезия, Китай, Лаос, Малайзия, Мианмар и Тайланд.